# Петрик, Юлия Викторовна
Юлия Викторовна Петрик (родилась 28 декабря 1971) — одна из первых фридайверов в России, первая русская женщина, выступавшая в международных соревнованиях по фридайвингу (Кубок Мира «Ницца 2000»). Принимала участие в Чемпионате Мира «Ибица 2001», кубке Мира «Гавайи 2002» и кубке мира «Фридайвер 2003». Первая чемпионка России по фридайвингу.
Является инициатором создания российского отделения Международной Ассоциации Развития Фридайвинга.
Мастер-инструктор AIDA по обучению Фридайвингу, судья соревнований международной категории.
Инструктор по йоге Международной Федерации Йоги (IJF).
Подводная фотомодель.